# Triatlón en los Juegos Asiáticos de 2010
El triatlón en los Juegos Asiáticos de 2010 se realizó en Cantón (China) del 13 al 14 de noviembre de 2010. En total fueron disputadas en este deporte dos pruebas diferentes: una masculina y una femenina.

## Resultados
| Evento    | Oro                 | Plata                   | Bronce                      |
| --------- | ------------------- | ----------------------- | --------------------------- |
| Masculino | Yuichi Hosoda Japón | Ryosuke Yamamoto Japón  | Dmitri Gaag · Kazajistán    |
| Femenino  | Mariko Adachi Japón | Akane Tsuchihashi Japón | Jang Yun-Jung Corea del Sur |

## Medallero
| Núm. | País          | Oro | Plata | Bronce | Total |
| ---- | ------------- | --- | ----- | ------ | ----- |
| 1    | Japón         | 2   | 2     | 0      | 4     |
| 2    | Corea del Sur | 0   | 0     | 1      | 1     |
| 2    | Kazajistán    | 0   | 0     | 1      | 1     |
|      | TOTAL         | 2   | 2     | 2      | 6     |